# Kepler-37b
Kepler-37b is een exoplaneet van de ster Kepler-37 in het sterrenbeeld Lier. Bij zijn ontdekking op 20 februari 2013 was het, met een massa en diameter slechts een beetje dan die van de Maan, de kleinste gekende exoplaneet van een hoofdreeks-ster.

## Ontdekking
Kepler-37b werd samen met twee andere exoplaneten, Kepler-37c en Kepler-37d, ontdekt door de Kepler satelliet door te kijken naar de overgangen van de planeten. Om de grootte van de exoplaneet te bepalen moest men echter eerst de grootte van zijn ster bepalen.
Dit werd gedaan door middel van Asteroseismologie, waarbij men de grootte van de planeet bepaalt door te kijken naar trillingen die veroorzaakt worden door geluid in de ster. Kepler-37 is tot nu toe de kleinste ster die zo bestudeerd werd, waardoor de grootte van de planeet "met extreme precisie" bepaald kon worden.

## Eigenschappen

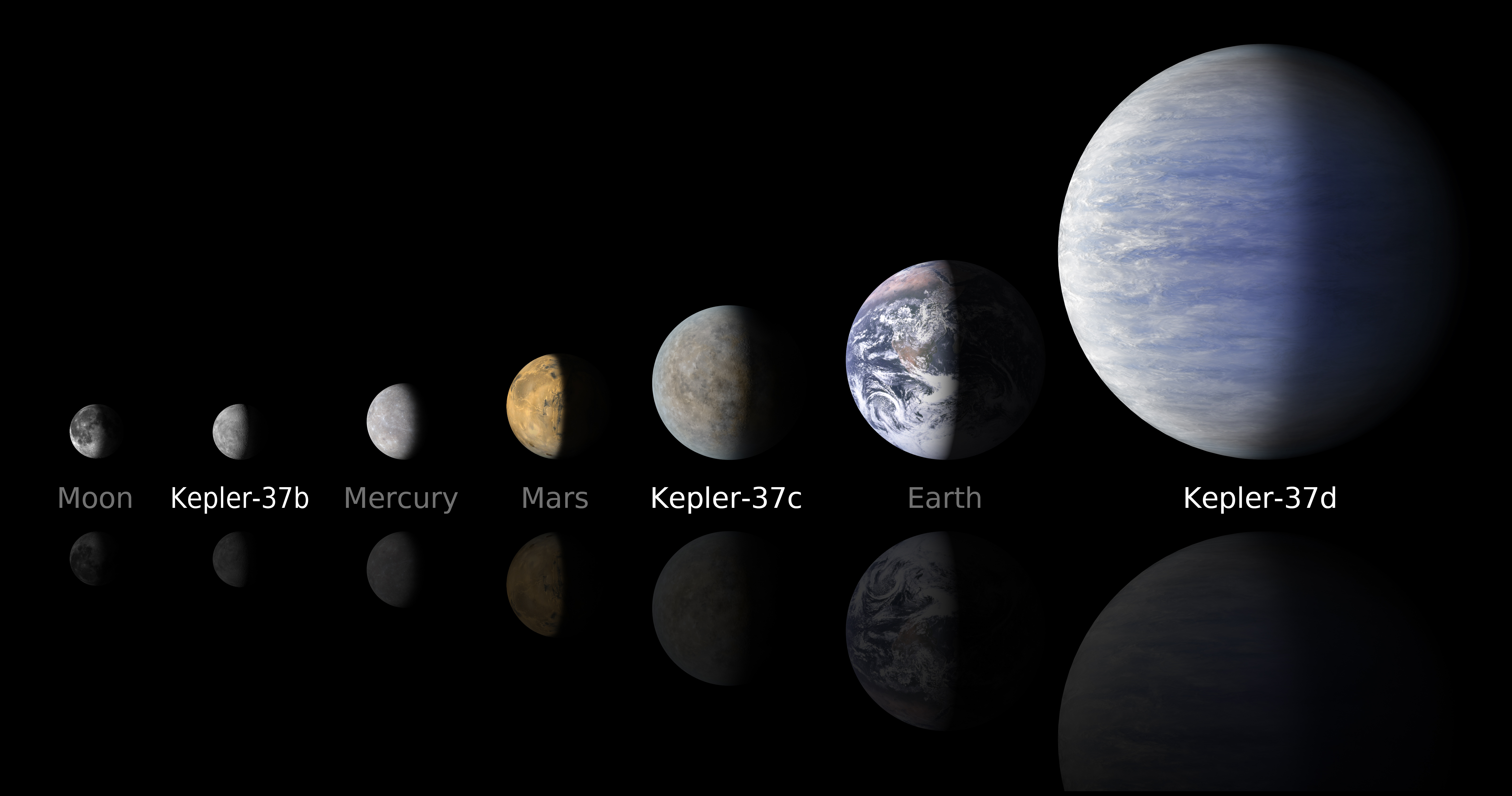
de planeten van Kepler-37 vergeleken met de Maan, Mercurius, Mars en de Aarde

Kepler-37b is, met een diameter van 3900 km, de kleinste gevonden exoplaneet rond een Hoofdreeks-ster. Zijn ontdekking bracht Jack Jonathan Lissauer, een wetenschapper die werkt voor NASA, ertoe voor te stellen dat dit soort kleine planeten vaak voorkomen in het universum.
De planeet bestaat waarschijnlijk uit rotsachtig materiaal, maar heeft een gemiddelde oppervlaktetemperatuur van 425°C doordat hij zo dicht bij zijn ster is. NASA vermeldt dat de planeet waarschijnlijk geen atmosfeer heeft en dus geen aard-achtig leven kan hebben.

### Omloopbaan
Kepler-37b bevindt zich op een afstand van 15 miljoen kilometer van zijn ster en is daarmee de binnenste ster van zijn systeem. Een Kepler-37b-jaar bestaat uit iets meer dan 13 aard-dagen.